# 盛岡競馬場
盛岡競馬場（日语：盛岡競馬場）是位於日本岩手縣盛岡市的競馬場。此競馬場由岩手競馬組合管理，可容納6,000名觀衆。

## 歷史
1871年，盛岡一帶經已有民間人士於菜園內畫出一個週長約為1000米的橢圓形馬場舉辦賽馬賽事，為此地區有關賽馬活動的較早期記載。
1903年，岩手縣產馬組合聯合會於岩手縣盛岡市建設競馬場，於同年11月3日舉辦賽事，為盛岡最早期的西式賽馬。
1933年，競馬場被轉移陣地，位置約為現今的高松公園。
1996年，因應該地賽馬的發展，競馬場再度被轉移，落腳點即為現在地。

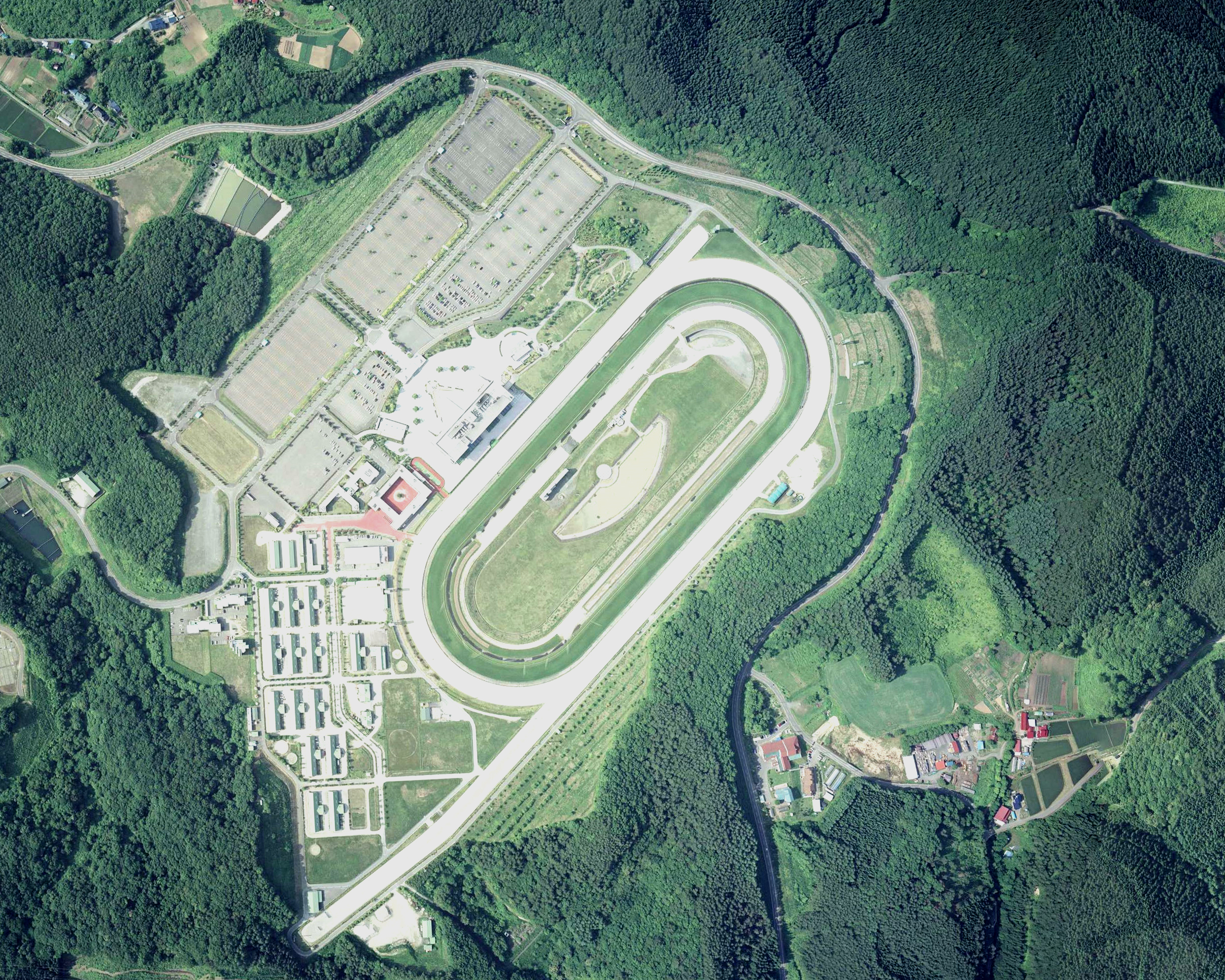
盛岡競馬場鳥瞰圖，攝於2008年

2013年，場內大型屏幕進行翻新工程。

## 跑道
草地跑道全長1400米，闊度25米，直路300米，為唯一擁有草地跑道的地方競馬場。泥地跑道全長1600米，闊度25米，直路300米。

### 賽事距離
草地跑道：1000米、1600米、1700米、2400米
泥地跑道：1000米、1200米、1400米、1600米、1800米、2000米、2500米、2600米、3000米

### 賽道記錄

#### 草地
| 距離   | 時間   | 馬匹             | 性齡 | 負重 | 騎師     | 練馬師   | 紀錄創造日 | 賽事級別 | 賽事名稱 |
| ------ | ------ | ---------------- | ---- | ---- | -------- | -------- | ---------- | -------- | -------- |
| 1000米 | 0:57.2 | Calluna Vulgaris | 雌4  | 54   | 山本政聰 | 飯田弘道 | 11/7/2023  |          | B1賽     |
| 1600米 | 1:36.2 | Royal Star       | 雄4  | 55   | 小林俊彥 | 小林義明 | 6/6/1999   |          | 水無月賞 |
| 1700米 | 1:43.6 | Un               | 雄3  | 56   | 本田正重 | 河津裕昭 | 10/7/2022  | 岩手M2   | 蛋白石盃 |
| 2400米 | 2:28.5 | Atomic Force     | 雄6  | 57   | 山本聰明 | 山下貴之 | 31/7/2022  | 岩手M2   | 鶺鴒賞   |

#### 泥地
| 距離   | 時間   | 馬匹         | 性齡 | 負重 | 騎師     | 練馬師   | 紀錄創造日 | 賽事級別 | 賽事名稱               |
| ------ | ------ | ------------ | ---- | ---- | -------- | -------- | ---------- | -------- | ---------------------- |
| 1000米 | 0:58.1 | Mad Sherry   | 雌5  | 55   | 神尾香晴 | 山田質   | 22/10/2023 | 岩手M2   | 黃金草地短途錦標[a]    |
| 1200米 | 1:08.5 | 馬泰領空     | 雄6  | 55   | 武豐     | 森秀行   | 10/8/2020  | JpnIII   | 星團盃                 |
| 1400米 | 1:23.4 | Taisei Blast | 雄7  | 57   | 高松亮   | 佐藤雅彥 | 26/10/2020 |          | 短途特別               |
| 1600米 | 1:32.7 | Arctos       | 雄5  | 57   | 田邊裕信 | 栗田徹   | 12/10/2020 | JpnI     | 一哩冠軍南部盃         |
| 1800米 | 1:49.3 | 森巴舞后     | 雌5  | 55   | 岩田康誠 | 角居勝彥 | 3/11/2014  | JpnI     | 日本育馬場盃雌馬經典賽 |
| 2000米 | 2:00.8 | 小林歷奇     | 雄4  | 57   | 田邊裕信 | 村山明   | 3/11/214   | JpnI     | 日本育馬場盃經典賽     |
| 2500米 | 2:39.6 | Ban Cating   | 雄4  | 58   | 菅原勲   | 平澤芳山 | 24/11/2002 |          | 北上川大賞典           |
| 3000米 | 3:20.6 | Senri O      | 雄4  | 53   | 板垣吉則 | 城地俊光 | 22/10/2007 |          | 十月盃                 |

a 原本爲草地賽事，但由於2023年草地跑道損毀程度嚴重，因而改於泥地跑道進行。

## 交通
在賽事舉行期間，會有免費接駁巴士來往競馬場和東日本旅客鐵道盛岡站。

## 主要賽事

### 日本一級賽
一哩冠軍南部盃（マイルチャンピオンシップ南部杯），泥地1600米，3歲或以上。

#### 由各競馬場輪流舉辦之賽事
日本育馬場盃經典賽（JBCクラシック），泥地2000米，3歲或以上，2002年、2014年、2022年舉辦。
日本育馬場盃雌馬經典賽（JBCレディスクラシック），泥地1800米，3歲或以上雌馬，2014年、2022年舉辦。
日本育馬場盃短途賽（JBCスプリント），泥地1200米，3歲或以上，2002年、2014年、2022年舉辦。

### 日本二級賽
不來方賞（不来方賞），泥地2000米，3歲。

### 日本三級賽
水星盃（マーキュリーカップ），泥地2000米，3歲或以上。
星團盃（クラスターカップ），泥地1200米，3歲或以上。

### 岩手一級賽
盛岡未來之星錦標（ネクストスター盛岡），泥地1400米，2歲岩手所屬馬。
青年大獎賽（ジュニアグランプリ），草地1600米，2歲地方所屬馬。
南部駒賞（南部駒賞），泥地1600米，2歲地方所屬馬。
鑽石盃（ダイヤモンドカップ），泥地1600米，3歲岩手所屬馬。
黃金秋季王冠錦標（OROオータムティアラ），泥地2000米，3歲岩手所屬雌馬。
Shian Mor紀念（シアンモア記念），泥地1600米，3歲或以上岩手所屬馬。
Beautiful Dreamer盃（ビューチフルドリーマーカッピ），泥地2000米，3歲或以上地方所屬雌馬。
黃金盃（OROカップ），草地1700米，3歲或以上地方所屬馬。

### 岩手二級賽
若駒賞（若駒賞），泥地1600米，2歲岩手所屬馬。
山彥賞（やまびこ賞），泥地1800米，3歲岩手所屬馬。
蛋白石盃（オバールカップ），草地1700米，3歲地方所屬馬。
疾風短途錦標（ハヤテスプリント），泥地1200米，3歲地方所屬馬。
岩鷲賞（岩鷲賞），泥地1200米，3歲或以上岩手所屬馬。
鶺鴒賞（せきれい賞），草地2400米，3歲或以上地方所屬馬。
黃金草地短途錦標（OROターフスプリント），草地1000米，3歲或以上地方所屬馬。
絆盃（絆カップ），泥地1200米，3歲或以上岩手所屬馬。
北上川大賞典（北上川大賞典），泥地2600米，3歲或以上岩手所屬馬。

### 岩手三級賽
若鮎賞（若鮎賞），草地1600米，2歲岩手所屬馬。
知床賞（知床賞），泥地1400米，2歲岩手、北海道所屬馬。
藍寶石賞（サファイア賞），草地2400米，3歲岩手所屬馬。
勝利者盃（ウイナーカップ），泥地1400米，3歲岩手所屬馬。
羅漢柏賞（あすなろ賞），泥地1800米，3歲或以上岩手所屬馬。
石垣一哩錦標（いしがきマイラーズ），草地1600米，3歲或以上岩手所屬馬。
維納斯短途錦標（ヴィーナススプリント），泥地1200米，3歲或以上岩手所屬雌馬。

## 外部連結
- 维基共享资源上的相關多媒體資源：盛岡競馬場
- 岩手縣競馬組合 （页面存档备份，存于）

39°41′32.7″N 141°13′9.3″E / 39.692417°N 141.219250°E